# Arxan
Arxan, även kallad Arshan, är en stad på häradsnivå i det mongoliska förbundet Hinggan i den autonoma regionen Inre Mongoliet i norra Kina. Staden är belägen omkring 990 kilometer nordost om regionhuvudstaden Hohhot på gränsen till provinsen Dornod i republiken Mongoliet.
Stadens namn betyder "hälsokälla" eller "heligt vatten" på mongoliska, vilket kan härledas till sanskrit-ordet rasāyana.

## Kända invånare
- Wang Lijun (född 1959), polischef iblandad Bo Xilai-affären.